# Бронное (Речицкий район)
Бронное (бел. Броннае) — деревня в Жмуровском сельсовете Речицкого района Гомельской области Беларуси.

## География

### Расположение
В 8 км на юг от Речицы и железнодорожной станции в этом городе, в 58 км от Гомеля.

### Транспортная система
Транспортная связь по автодороге Лоев — Речица. На 2009 год в деревню Бронное ходит 2 рейсовых автобуса (РЦБ — д. Горошков, Речица — Заспа) и 4 маршрутных такси.
В деревне 607 жилых домов (2004 год). Планировка складывается из 2 параллельных улиц с ориентацией с юго-востока на северо-запад пересекаемые 3 короткими улицами. На востоке к главным улицам примыкает короткая улица меридиональной направленности. Жилые дома преимущественно деревянные усадебного типа.

### Улицы
- Колхозная
- Красноармейская
- Луговая
- Мира
- Молодёжная
- пер. Красноармейский
- Пролетарская
- Советская
- Спортивная

### Инфраструктура
- Средняя школа
- Детский ясли-сад
- Жмуровский сельский совет
- Православная церковь
- Библиотека
- 4 продуктовых и 1 промтоварный магазин
- Фельдшерско-акушерский пункт
- Отделение связи.

## Гидрография
На восточной окраине деревни река Днепр.

## История
Согласно письменным источникам, деревня известна с XVI века в составе Речицкого повета Минского воеводства Великого княжества Литовского и являлась собственностью Великого князя. Бронное после 2-го раздела Речи Посполитой в (1793 году) в составе Российской империи. Была во владении графа Юзефа Юдицкого.
В 1850 году деревня являлась собственностью казны. В 1885 году деревня находилась в составе Заспенской волости Речицкого уезда Минской губернии. В это время действовала паромная переправа через Днепр. В 1897 году в деревне находились: часовня, школа грамоты, хлебозапасный магазин, 2 магазина. Жители деревни занимались изготовлением колёс, ободов, саней.
С февраля 1918 года до 6 декабря 1918 года деревня оккупирована немецкими войсками.
С 8 декабря 1926 года по 30 декабря 1927 года центр Бронновского сельсовета Речицкого района Речицкого округа. В 1931 году организован колхоз «Красный Днепр», работала мельница. Во время Великой Отечественной войны на фронтах погибли 195 жителей деревни. Освобождена 21 ноября 1943 года. В 1959 году деревня являлась центром колхоза «40 лет Октября». Работают средняя школа, библиотека, фельдшерско-акушерский пункт, детский сад-ясли, отделение связи.

## Население

### Численность
2004 год — 607 дворов, 1148 жителей.

### Динамика
- 1795 год — 38 дворов.
- 1850 год — 60 дворов, 494 жителя.
- 1885 год — 102 двора, 705 жителей.
- 1897 год — 161 двор, 1069 жителей (согласно переписи).
- 1908 год — 193 двора, 1269 жителей.
- 1930 год — 309 дворов, 1605 жителей.
- 1959 год — 1708 жителей (согласно переписи).
- 2004 год — 607 дворов, 1148 жителей.